# 3-й Голутвинский переулок
3-й Голу́твинский переу́лок — улица в центре Москвы на Якиманке между улицей Большая Якиманка и Якиманской набережной.

## История
Название Голутвинских переулков известно с XIX века. Здесь находилась Голутвинская или Голутвина слобода. В завещании Ивана III (1504 г.) сказано: «а сыну своему Андрею даю на Москве за рекою слободу Колычевскую да монастырь Рождество Пречистые на Голутвине». Переулок назван по подворью коломенского Голутвина монастыря (в летописи Голутвинский двор монастыря назван уже под 1472 год), который, видимо, наименован по урочищу Голутвино (Голутва — «просека, вырубка в лесу» — от слова голый, без растительности).

## Описание

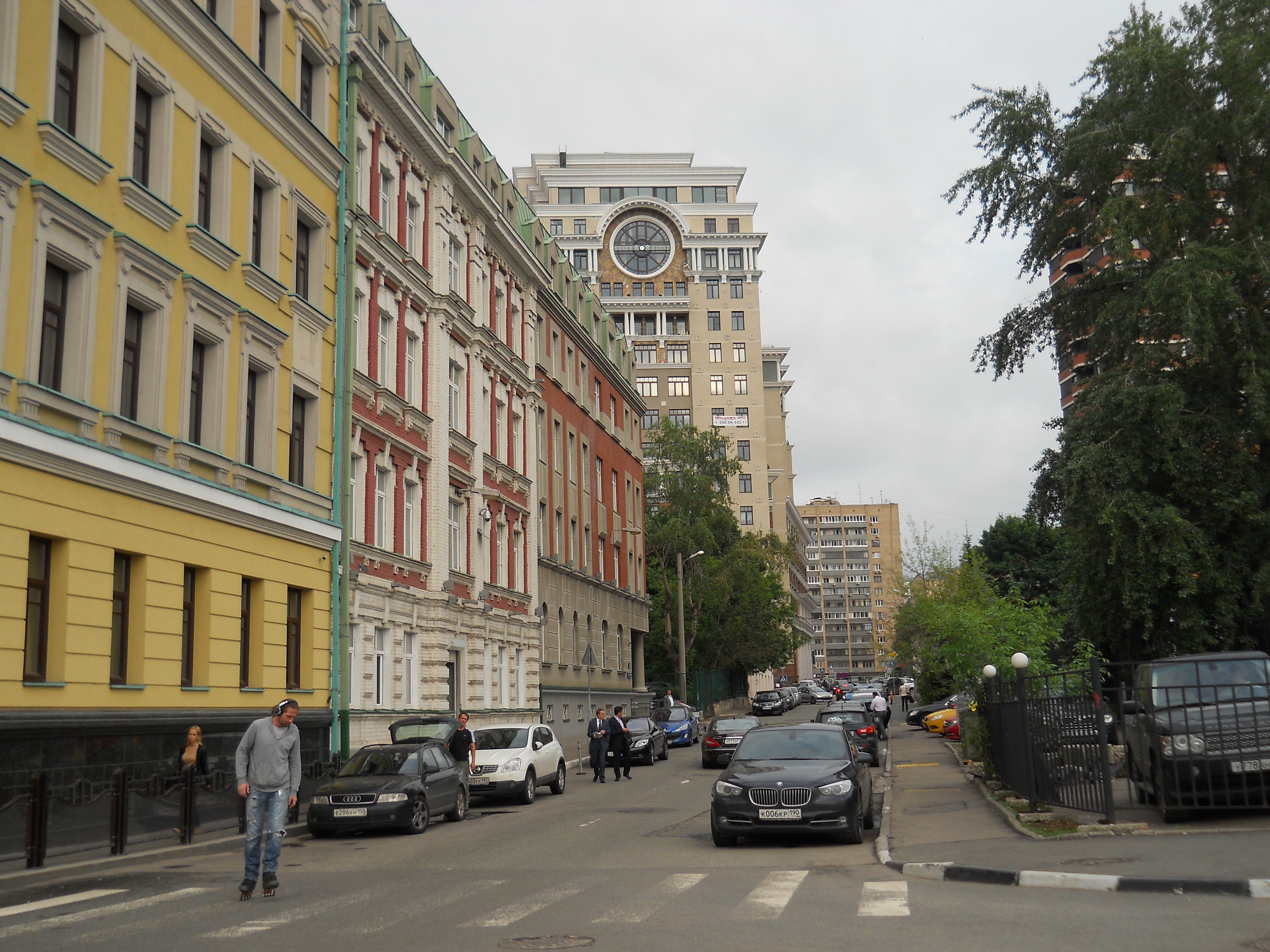
3-й Голутвинский переулок, вид от Якиманской набережной.

3-й Голутвинский переулок начинается от Большой Якиманки, проходит на северо-запад, справа к нему примыкает 1-й Голутвинский переулок, выходит к Водоотводному каналу между Якиманской и Крымской набережными.
В 2023 году в створе переулка начало строительство пешеходно-велосипедного моста через Водоотводный канал, который соединит Болотную и Крымскую набережные.

## Примечательные здания и сооружения
По нечётной стороне:
- В переулок выходит ограда церкви Николая Чудотворца в Голутвине

По чётной стороне:
- № 8/10 — Усадьба Рябушинских (1-я треть — 2-я половина XIX в.)  памятник архитектуры (федеральный) Дом принадлежал известным московским предпринимателям Рябушинским.
- № 8/10, строение 1 — радиостанция «Милицейская волна»; Газэкспорт.